# Газуєва Айза Вахиївна
Айза Вахиївна Газуєва (рос. Айза Вахиевна Газуева, 14 березня 1984 — 29 листопада 2001) — чеченська дівчина родом з впливового тайпу Гендаргеноя. Відома як дівчинка-смертниця, що 29 листопада 2001 року влаштувала самопідрив, в результаті якого був вбитий генерал-майор РФ Гейдар Гаджиєв. Завдяки своїй самопожертві, Айза Газуєва фактично стала легендарною постатю серед чеченської спільноти.

## Біографія
Айза Газуєва народилась приблизно в 1984 році. Як повідомляється, 16 членів її родини загинули під час Другої чеченської війни, серед них її чоловік, з яким вона одружилась двома місяцями раніше, двоє братів та двоюрідний брат. Її чоловік-інвалід, який втратив дві ноги через підрив на міні під час Першої чеченської війни, був розстріляний російськими солдатами біля будинку своєї родини. Командувач російськими сил тієї території, Гейдар Гаджиєв, був винним у злочинах проти цивільного населення. Ймовірно, генерал Гаджиєв викликав Айзу Газуєву до місця де він жорстоко вбив її заарештованого чоловіка. За іншою версія, генерал особисто зізнався дівчини, що вбив її чоловіка під час допиту власними руками.

## Смерть
29 листопада 2001 року, Газуєва наблизилась до групи російських військових, в якій знаходився і генерал Гаджиєв, біля комендатури. Повідомляється, що її останніми словами були "Впізнаєш мене?" або "Пам'ятаєш мене?", на що генерал відповів "У мене немає часу на розмови з тобою". Після його слів, дівчина детонувала низьку ручних гранат схованих в її одязі. Дівчата разом з охоронцями генерала миттєво загинули, в той час як два інших солдата були поранені. Гаджиєв, що носив при собі бронежилет, був важко поранений (повідомляється, що він втрати обидва ока та одну руку) та помер від отриманих ран 1 грудня того ж року.